# Cavi (attrezzo sportivo)
I cavi sono uno strumento per migliorare i dettagli dei diversi muscoli. I cavi sono degli elementi utilizzati nell'allenamento con i pesi o nell'allenamento funzionale. Sono composti da un rettangolo con telaio in acciaio orientati verticalmente. Sono larghi 3 metri e alti 2 metri, con peso regolabile in ciascuna estremità.

## Descrizione
I cavi devono avere un diametro di 3,2 o 3,3 millimetri con un carico di 700  kg massimo di rottura. Di regola sono fatti di nylon oppure di materiali simili. I cavi che collegano le maniglie per il peso devono essere attaccati attraverso pulegge modificabili, cioè che possono essere spostate e fissate nell'altezza necessaria e permettono di svolgere diversi esercizi. Un'estremità del cavo è collegata ad una barra d'acciaio bucata che scorre in mezzo ai pesi. Per scegliere la quantità di peso necessaria basta inserire un perno (di solito in metallo) nel foro del peso. La maggior parte dei cavi deve avere un minimo di 20 libbre (9 kg) di resistenza per bilanciare il peso dell'attrezzo.

## Utilità dei cavi
I cavi permettono di isolare i muscoli principali (pettorali, schiena e spalle): al contrario degli esercizi effettuati a peso libero che fanno lavorare tutti i muscoli, questi escludono e non fanno lavorare i muscoli secondari, e quindi sono più funzionali di una macchina.
I cavi vanno usati di regola per completare il lavoro cioè per definire al meglio i muscoli, mettendo in evidenza i dettagli muscolari come le striature, le inserzioni e le separazioni. La definizione muscolare si ha con una bassa percentuale di grasso sottocutaneo e con una buona massa muscolare.
Un'altra condizione importante da tenere presente è la necessità di cambiare spesso esercizi ed esecuzioni.
I cavi possono eseguire al meglio le funzioni muscolari del gran pettorale, perché permettono di partire da un'extrarotazione dell'omero (massimo allungamento), per poi arrivare all'intrarotazione (massimo accorciamento).